# Nyctemera latemarginata
Nyctemera latemarginata là một loài bướm đêm thuộc phân họ Arctiinae, họ Erebidae.